# WWE United Kingdom Championship Tournament
Het WWE United Kingdom Championship Tournament was een toernooi in het professioneel worstelen en WWE Network-evenement dat georganiseerd werd door de Amerikaanse worstelorganisatie WWE. Het eerste evenement werd uitgezonden op 14 en 15 januari 2017, exclusief op WWE Network. He tweede evenement werd gehouden op 18 en 19 juni 2018 en werd uitgezonden op 25 en 26 juni 2018.
De evenementen werden vernoemd naar het WWE United Kingdom Championship, dat in 2016 het licht zag. In 2017 diende het om de inaugurele kampioen te bekronen.

## Geschiedenis
Op een persconferentie in The O2 Arena op 15 december 2016 kondigde COO Paul "Triple H" Levesque aan dat er een toernooi voor 16 man aanstaande was om het inaugurele WWE United Kingdom Championship te bekronen. Het toernooi werd gehouden op 14 en 15 januari 2017 en werd rechtstreeks uitgezonden op WWE Network. Tyler Bate won het toernooi en werd de inaugurele WWE United Kingdom Champion.
Op 19 mei 2017 werd er een evenement gehouden genaamd United Kingdom Championship Special.
Op 8 april 2018 werd een tweede United Kingdom Championship-toernooi aangekondigd, dat gehouden werd op 18 en 19 juni 2018 in de Royal Albert Hall. Zack Gibson won het toernooi en speelde de volgende avond een WWE United Kingdom Championship-wedstrijd. Op 7 juni 2018 werd Johnny Saint de General Manager van NXT UK.
In januari 2020 werd het WWE United Kingdom Championship hernoemd tot NXT United Kingdom Championship.

## Evenementen
| Evenement                                   | Datum                                      | Stad                            | Locatie           | Main Event                                                                                             |
| ------------------------------------------- | ------------------------------------------ | ------------------------------- | ----------------- | --- |
| United Kingdom Championship Tournament 2017 | 14 januari 2017                            | Blackpool, Lancashire, Engeland | Empress Ballroom  | Tyler Bate vs. Tucker                                                                                  |
| United Kingdom Championship Tournament 2017 | 15 januari 2017                            | Blackpool, Lancashire, Engeland | Empress Ballroom  | Tyler Bate vs. Pete Dunne voor het inaugurele WWE United Kingdom Championship.                         |
| United Kingdom Championship Tournament 2018 | 18 juni2018 (Uitgezonden op 25 juni 2018)  | Kensington, Londen, Engeland    | Royal Albert Hall | Zack Gibson vs. Travis Banks om Number 1 Contender te worden voor het WWE United Kingdom Championship. |
| United Kingdom Championship Tournament 2018 | 19 juni 2018 (Uitgezonden op 26 juni 2018) | Kensington, Londen, Engeland    | Royal Albert Hall | Pete Dunne (c) vs. Zack Gibson voor het WWE United Kingdom Championship.                               |